# Akrítas Chlórakas
Maillots
Dernière mise à jour : 3 février 2025.
Akrítas Chlórakas (grec moderne : Ακρίτας Χλώρακας) est un club de football chypriote, fondé en 1971, basé dans la ville de Chlóraka.

## Histoire
En 2022, le club est promu pour la toute première fois de son histoire en première division, après avoir terminé troisième du championnat de deuxième division,.

## Palmarès
- Championnat de Chypre de troisième division :
  - Champion : 1977, 2009 et 2016

- Coupe de Chypre (divisions inférieures) :
  - Vainqueur : 2015